# Astrea

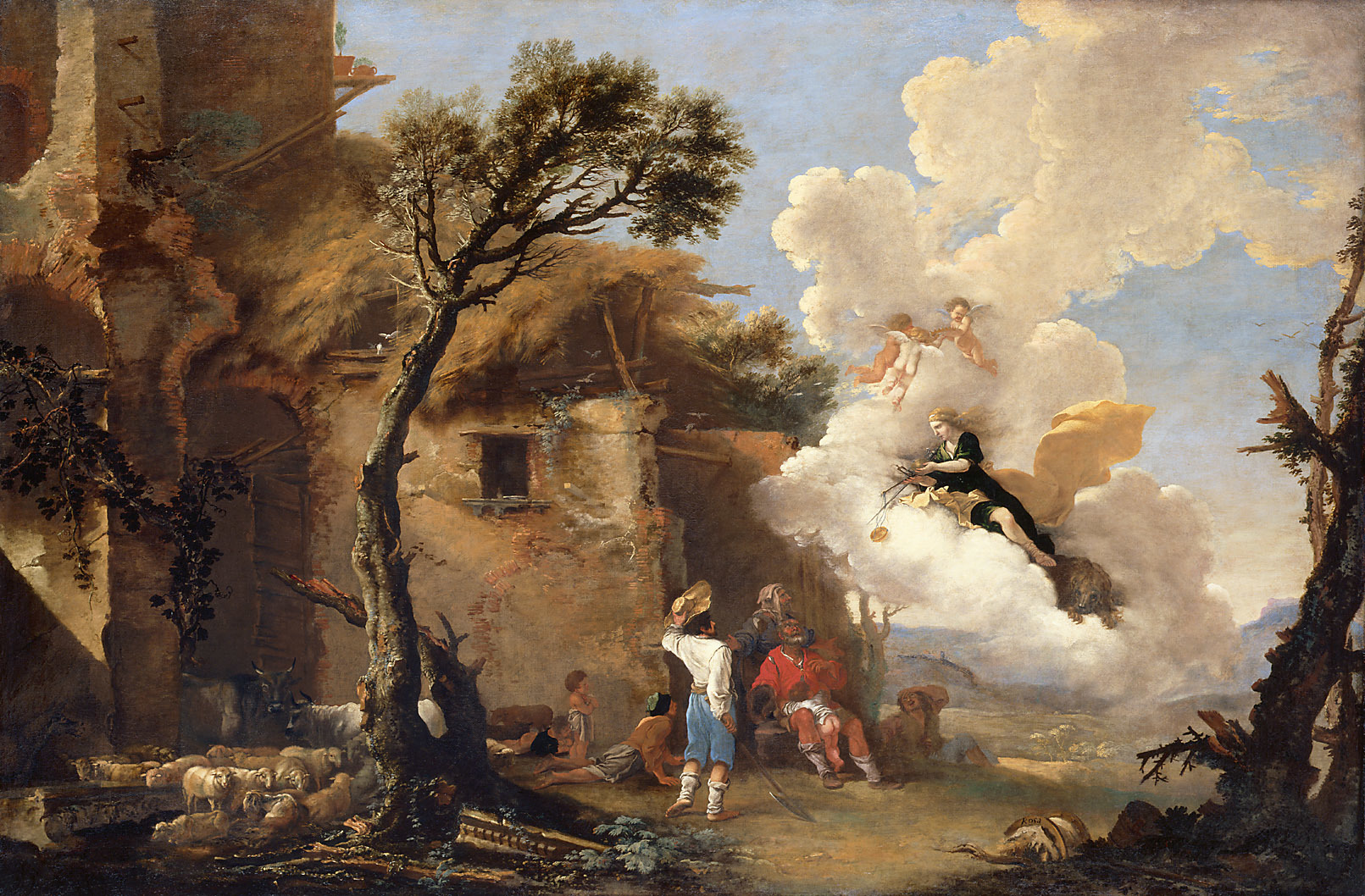
Astrea deixa els pastors (obra de Salvatore Rosa, meitat del).

Segons la mitologia grega, Astrea (en grec antic Άστραία) va ser una deessa, filla de Zeus i de Temis (la Justícia) i germana del Pudor (Pudicitia). Difonia entre els homes les idees de la justícia i la virtut.
Habità a la Terra durant l'edat d'or i l'abandonà quan la humanitat caigué en la depravació. Astrea tornà cap al cel i es transformà en la constel·lació de la Verge. S'explica de vegades que, abans d'abandonar la terra, es va aturar un temps entre els pastors.
Potser se la pot identificar amb Dice, de la qual seria un sobrenom.